# Pomezná (Obora)

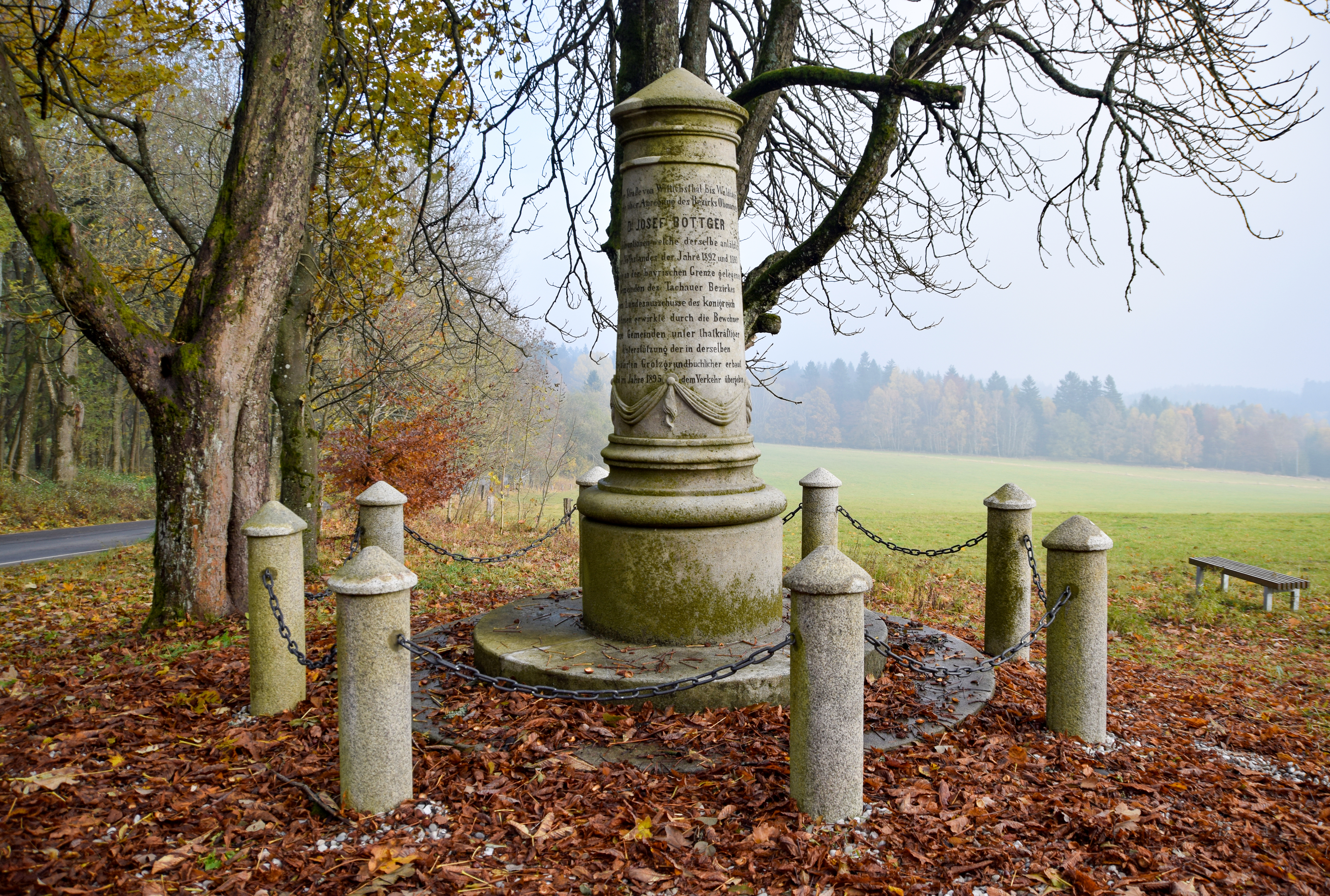
Böttgersäule

Pomezná, bis 1949 Wittichsthal, ist eine Wüstung auf dem Gebiet der Gemeinde Obora (Thiergarten) in Tschechien. Das erloschene Dorf lag dreieinhalb Kilometer östlich von Bärnau nahe der deutschen Grenze und gehört zum Okres Tachov. 

## Geographie
Das Reihendorf Pomezná erstreckte sich im böhmischen Teil des Oberpfälzer Waldes (Český les) am Osthang einer Hochfläche entlang der Staatsstraße II/199 von Tachov nach Bärnau. Nordöstlich liegt das Tal des Prudký potok (Katzenbach), gegen Südosten das des Studenecký potok (Paulusbrunner Bach). Im Norden erheben sich das Große Dürrmaul (801 m ü. M.) und die Wittichsthaler Anhöhe (777 m n.m.), nordöstlich die Javořina (Ahornberg, 730 m n.m.), im Osten der Uhlířský vrch (Großer Kohlberg, 650 m n.m.), südöstlich der Liščí vrch (Hoher Knock, 708 m n.m.) und der Pupek (Geißberg, 734 m n.m.), im Südwesten der Steinberg / Studenecký vrch (802 m ü. M.) sowie nordwestlich der Na Statku (Hinterer Steinberg, 791 m n.m.). Die Ortswüstung liegt im Landschaftsschutzgebiet Český les.
Nachbarorte waren Větrov (Baderwinkel) im Norden, Branka (Galtenhof) im Nordosten, Obora im Osten, Milíře (Brand) und Zadní Milíře (Girnberg) im Südosten, Neu-Thiergarten im Süden, Pavlův Studenec (Paulusbrunn) im Südwesten, Na Šancích (Schanzhäuser) im Westen sowie Beierfeld und Hermannsreuth Siedlung im Nordwesten.

## Geschichte
Wittichsthal war keine der für den Grenzwald der Herrschaft Tachau typischen Waldhäusel-Streusiedlungen. Das Dorf wurde ab 1792 als Häuserreihe an der Nordseite der von Tachau nach Bärnau führenden Handelsstraße, der alten Goldenen Straße angelegt. Nach Westen hin reihten sich die Häuser bis zum Paulusbrunner Grenzzollamt. Die Grundstücke waren schmal und südlich der Straße langgestreckt. Seinen Namen erhielt das Dorf nach dem herrschaftlichen Wirtschaftsrat Karl Wittich von Streitenfeld († 1821).
Im Jahre 1835 bestand das im Pilsner Kreis gelegene Dominikaldorf Wittichthal bzw. Wittichsthal aus 21 Häusern mit 186 deutschsprachigen Bewohnern. Pfarrort war Schönwald. Nach dem Bau der Paulusbrunner Kirche wurde Wittichsthal 1838 der Pfarrei Paulusbrunn zugeordnet; der Paulusbrunner Friedhof wurde nördlich von Wittichsthal angelegt. Bis zur Mitte des 19. Jahrhunderts blieb  das Dorf der Familienfideikommissherrschaft Tachau untertänig, Besitzer waren die Grafen Windisch-Graetz.
Nach der Aufhebung der Patrimonialherrschaften bildete Wittichsthal ab 1850 einen Ortsteil der Gemeinde Paulusbrunn im Bezirk und Gerichtsbezirk Tachau. Im Jahre 1869 hatte das Dorf 260 Einwohner und bestand aus 22 Häusern. Zwischen 1892 und 1895 wurde als Notstandsmaßnahme eine 15 km lange Waldstraße von Wittichsthal  über Paulusbrunn nach Waldheim angelegt. Nach deren Vollendung wurde 1896 beim Abzweig von der Goldenen Straße ein Denkmal errichtet, das insbesondere das Wirken des Tachauer Bezirksobmann Josef Böttger während der Notzeiten würdigt. Im Jahre 1900 lebten in Wittichsthal 192 Personen, 1910 waren es 181. 
Nach dem Zusammenbruch der k.k. Monarchie wurde Wittichsthal 1918 Teil der neu gebildeten Tschechoslowakei. Beim Zensus von 1921 lebten in den 28 Häusern des Ortes 175 Personen, davon 173 Deutsche.  Im Jahre 1930 bestand Wittichsthal aus 27 Wohnhäusern und hatte 148 Einwohner; im Ort gab es ein Zollamt, ein Postamt und drei Wirtshäuser. Nach dem Münchner Abkommen wurde Wittichsthal im Oktober 1938 dem Deutschen Reich zugeschlagen und gehörte bis 1945 zum Landkreis Tachau. Bei der Besetzung durch die US-Army brannten einige Häuser des Dorfes ab. Nach dem Ende des Krieges wurde Wittichsthal wieder Teil der Tschechoslowakei. Die deutschböhmische Bevölkerung wurde 1946 enteignet und vertrieben. Die Wiederbesiedlung des Dorfes erfolgte nur schwach. 1949 wurde Wittichsthal in Pomezná umbenannt. Beim Zensus von 1950 lebten in den 31 Häusern von Pomezná nur noch 35 Personen. Im Zuge der Errichtung des Eisernen Vorhangs erfolgte in den 1950er Jahren die gänzliche Absiedlung von Pomezná, der Ort wurde Teil der gesperrten Grenzzone und die Häuser zerstört. Nach der Aufhebung der Gemeinde Pavlův Studenec wurde Pomezná am 1. Juli 1952 der Gemeinde Obora als Ortsteil zugeordnet und 1960 offiziell aufgehoben. Die Dorfstelle ist heute verbuscht.

## Ortsgliederung
Pomezná gehört zum Ortsteil Obora und ist Teil des Katastralbezirks Pavlův Studenec 2.

## Sehenswürdigkeiten
- Böttgersäule, errichtet 1896
- Friedhof von Pauslusbrunn, nördlich von Pomezná